# Fantasia su arie polacche
Fryderyk Chopin scrisse sei lavori per pianoforte e orchestra, compresi due concerti. La Fantasia su arie polacche in La maggiore, op. 13, fu la seconda delle sue opere concertistiche, scritta nel 1828. Il pezzo è anche a volte indicato come Gran fantasia su arie polacche o Fantasia brillante. Lo stesso Chopin si riferiva ad essa come al suo "Potpourri di temi polacchi" e la conservò nel suo repertorio per molti anni.
La Fantasia seguì il successo delle Variazioni su "Là ci darem la mano", op. 2 del 1827. Fu scritta mentre era studente di Józef Elsner al Conservatorio di Varsavia.

## Storia
Chopin compose la Fantasia su arie polacche verso la fine del 1828; l'opera fu presentata dall'autore in anteprima il 17 marzo 1830 al Teatr Narodowy di Varsavia, nello stesso concerto in cui fu eseguito per la prima volta in pubblico il Concerto per pianoforte n. 2 in Fa minore. Fu eseguita di nuovo l'11 ottobre dello stesso anno, nel concerto in cui fu presentato in anteprima il Concerto per pianoforte n. 1 in Mi minore. Chopin la eseguì una terza volta il 28 agosto 1831 a Monaco di Baviera unitamente al suo Concerto in Mi minore.
Il pezzo è dedicato al pianista Johann Peter Pixis e pubblicato per la prima volta nel 1834.
Un'esecuzione tipica della Fantasia su arie polacche dura circa 15 minuti. Come per tutte le opere concertistiche di Chopin l'orchestrazione è la componente meno interessante. Ci sono state numerose registrazioni ed esecuzioni occasionali, ma il lavoro rimane generalmente poco conosciuto.

## Organico
Pianoforte solista; l'orchestra richiede due flauti, due oboi, due clarinetti (in la), due fagotti, due corni (in La), due trombe (in Re), timpani (La e Mi) e archi. 

## Struttura
L'opera contiene tre temi principali, due dei quali sono melodie popolari tradizionali.

### Introduzione
Il pezzo inizia con un'introduzione di 55 misure contrassegnata come Largo non troppo. L'introduzione è in tempo comune e si conclude su un accordo di settima dominante.

### Już miesiąc zaszedł psy się uśpiły
La sezione che segue è basata su "Już miesiąc zaszedł psy się uśpiły (La luna era tramontata, i cani dormivano)." Questo canto popolare polacco era cantato sulle parole dall'idillio "Laura i Filon" di Franciszek Karpiński. Significativamente, la canzone era una delle preferite dalla madre di Chopin. La sezione dura dalla misura 56 alla 127. Il ritmo è di 6⁄8. La sezione inizia in La maggiore e finisce in Do# minore.

### Tema di Karol Kurpiński
Questa sezione presenta una melodia nello stile di un dumka, forse basata su una danza in circolo a tempo binario, o kolomyjka, tratta da un'opera del compatriota di Chopin Karol Kurpiński. Secondo Halina Goldberg, la dumka è una citazione da Elegia sulla morte di Tadeusz Kościuszko di Kurpinski, che commemorava la morte di questo eroe polacco nel 1817. La sezione dura dalla misura 128 alla 245. Il ritmo è 2⁄4. La sezione inizia in fa# minore e termina con una triade in sol# minore.

### Kujawiak
Il pezzo è completato da una Kujawiak (danza polacca), Jedzie Jasio od Torunia (Johnny va da Torun). La Kujawiak dura dalla misura 246 alla 350. Il ritmo è il tipico 3⁄4.

### Coda
La coda dura dalla misura 351 alla 403. Presenta una grande quantità di passaggi in stile brillante per il pianoforte.